# Calciatori del Football Club de Nantes

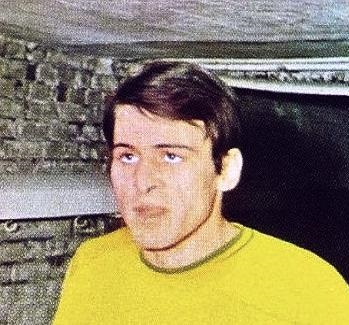
Philippe Gondet, giocatore del Nantes dal 1963 al 1971, è detentore del record assoluto di reti nella storia del club.

In più di 80 anni di storia sono oltre 400 i calciatori del Football Club de Nantes, società calcistica francese con sede a Nantes.

## Storia
Tra i numerosi calciatori di rilievo che hanno militato nel Nantes, i primi a venire considerati come i più rappresentativi della storia della società, giocarono per i gialloverdi nel periodo di maggior successo del club.
Fra questi si annoverano Jacques Simon, al Nantes per cinque stagioni, primo vincitore del scarpa d'oro della Ligue 1 nel 1964-1965, nonché trascinatore del Nantes tra il 1964 ed il 1966, capace di vincere due campionati francesi consecutivi. Bernard Blanchet, uno dei migliori marcatori della storia dei canarini, poi Jean-Paul Bertrand-Demanes, Henri Michel e Loïc Amisse, rispettivamente i primi tre calciatori canarini per numero di presenze, ed ancora Gilles Rampillon, Noureddine Naybet, Bruno Baronchelli e Nestor Fabbri.
Si aggiungono poi l'argentino Jorge Burruchaga, unico calciatore canarino ad essersi laureato campione del mondo durante la militanza nel club, e i vari calciatori prodotti dalla primavera dei gialloverdi, come Didier Deschamps, diventato poi campione del mondo dopo la vittoria al campionato del mondo 1998. Poi, ancora, Marcel Desailly, Christian Karembeu ed il futuro portiere della nazionale francese, Mickaël Landreau, finalista con la nazionale francese al campionato del mondo 2006 e vincitore di quattro trofei con la maglia del Nantes.
Dello stesso periodo si aggiugono poi gli stranieri, il bosniaco Vahid Halilhodžić ed il ciadiano Japhet N'Doram.
Da citare anche Nicolas Ouédec, Frédéric Da Rocha, l'italo-argentino Emiliano Sala (morto in un incidente aereo nel 2019), fra i migliori marcatori gialloverdi negli anni 2010, assieme al serbo Filip Đorđević, che fu capitano dei gialloverdi tra il 2012 e il 2014. Ludovic Blas, trascinatore nei primi anni 2020 verso la vittoria della Coppa di Francia e alla conseguente qualificazione alla UEFA Europa League e infine Marquinhos, vincitore durante la sua esperienza semestrale in Bretagna dei giochi panamericani di Santiago.
Nell’aprile 2018 lo stesso Nantes, in occasione della celebrazione del 75 anniversario del club, ha pubblicato l'XI de légende canaries, comprendente oltre ai già citati Karembeu, Da Rocha, Fabri, Michel, Amisse, N'Doram e Halilhodžić, i francesi Mickaël Landreau, Maxime Bossis, Éric Carrière ed il colombiano Mario Yepes.
| Formazione tipo (4-4-2)                                                                   | Giocatori (presenze totali) |
| ----------------------------------------------------------------------------------------- | --------------------------- |
| Landreau Karembeu Fabbri Yepes Bossis Da Rocha Carrière Michel Amisse Halilhodžić N'Doram | Mickaël Landreau (421)      |
| Landreau Karembeu Fabbri Yepes Bossis Da Rocha Carrière Michel Amisse Halilhodžić N'Doram | Christian Karembeu (153)    |
| Landreau Karembeu Fabbri Yepes Bossis Da Rocha Carrière Michel Amisse Halilhodžić N'Doram | Nestor Fabbri (159)         |
| Landreau Karembeu Fabbri Yepes Bossis Da Rocha Carrière Michel Amisse Halilhodžić N'Doram | Mario Yepes (90)            |
| Landreau Karembeu Fabbri Yepes Bossis Da Rocha Carrière Michel Amisse Halilhodžić N'Doram | Maxime Bossis (497)         |
| Landreau Karembeu Fabbri Yepes Bossis Da Rocha Carrière Michel Amisse Halilhodžić N'Doram | Frédéric Da Rocha (508)     |
| Landreau Karembeu Fabbri Yepes Bossis Da Rocha Carrière Michel Amisse Halilhodžić N'Doram | Éric Carrière (172)         |
| Landreau Karembeu Fabbri Yepes Bossis Da Rocha Carrière Michel Amisse Halilhodžić N'Doram | Henri Michel (640)          |
| Landreau Karembeu Fabbri Yepes Bossis Da Rocha Carrière Michel Amisse Halilhodžić N'Doram | Loïc Amisse (602)           |
| Landreau Karembeu Fabbri Yepes Bossis Da Rocha Carrière Michel Amisse Halilhodžić N'Doram | Vahid Halilhodžić (192)     |
| Landreau Karembeu Fabbri Yepes Bossis Da Rocha Carrière Michel Amisse Halilhodžić N'Doram | Japhet N'Doram (228)        |
| Allenatore: Jean-Claude Suaudeau (575)                                                    |                             |

Fra i nomi menzionati, solo tre nel corso dell'intera storia del club hanno ricevuto almeno una nomina per la vittoria del Pallone d'oro: Philippe Gondet (17º nel  1965), Maxime Bossis (11º nel 1981 e 12º nel 1984) e Vahid Halilhodžić (21º nel 1985).

## Lista dei capitani
Dati aggiornati al 28 giugno 2025.
| Calciatore               | Ruolo   | Stagioni al club     | Stagioni da capitano | Presenze | Reti |
| ------------------------ | ------- | -------------------- | -------------------- | -------- | ---- |
| Maurice Sellin           | DC      | 1945-1946            | 1945-1946 (1)        | ?        | ?    |
| Pancho González          | DC      | 1961-1963            | 1961-1963 (2)        | 76       | 0    |
| Bruno Cheyrou            | CC/TQ   | 2010-2012            | 2010-2011 (1)        | 47       | 1    |
| Matheus Vivian           | DC      | 2010-2012            | 2011-2012            | 71       | 6    |
| Filip Đorđević           | CA      | 2008-2014            | 2012-2014 (2)        | 198      | 69   |
| Olivier Veigneau         | TZ      | 2011-2015            | 2014-2015 (1)        | 133      | 2    |
| Rémy Riou                | P       | 2012-2017            | 2015-2017 (2)        | 166      | -182 |
| Guillaume Gillet         | M/TD    | 2016-2017            | 2017 (1)             | 63       | 5    |
| Léo Dubois               | TZ      | 2015-2018            | 2017-2018 (1)        | 106      | 4    |
| Valentin Rongier         | M/CC/TD | 2014-2019            | 2018-2019 (1)        | 135      | 10   |
| Abdoulaye Touré          | M/CC    | 2013-2014; 2015-2021 | 2019-2021 (2)        | 162      | 9    |
| Alban Lafont             | P       | 2019-2025            | 2021-2023 (2)        | 198      | -280 |
| Samuel Moutoussamy       | M/CC    | 2017-2020; 2021-2024 | 2023 (1)             | 169      | 4    |
| Pedro Chirivella         | M/CC    | 2020-2025            | 2023-2024 (1)        | 173      | 4    |
| Jean-Charles Castelletto | DC      | 2020-2025            | 2024 (1)             | 163      | 4    |
| Pedro Chirivella         | M/CC    | 2020-2025            | 2024–2025 (1)        | 173      | 4    |

Codici:

P: Portiere,
L: Libero,
DC: Stopper/Difensore centrale,
TD: Terzino destro,
TS: Terzino sinistro,
TZ: Terzino,
M: Mediano,
CC: Centrocampista centrale,
R: Regista,
TQ: Trequartista,
SP: Seconda punta,
CA: Centravanti.

## Record

### Presenze in partite ufficiali
Dati aggiornati al 18 gennaio 2024.
| In assoluto 1. Jean-Paul Bertrand-Demanes: 651 2. Henri Michel: 640 3. Loïc Amisse: 602 4. Patrice Rio: 537 5. Frédéric Da Rocha: 508 6. Maxime Bossis: 497 7. Gabriel De Michèle: 464 8. Bernard Blanchet: 432 9. Mickaël Landreau: 421 10. Gilles Rampillon: 417 | Nei campionati francesi 1. Henri Michel: 533 2. Jean-Paul Bertrand-Demanes: 531 3. Loïc Amisse: 503 4. Patrice Rio: 436 5. Maxime Bossis: 411 6. Gabriel De Michèle: 386 7. Frédéric Da Rocha: 383 8. Bernard Blanchet: 357 9. Gilles Rampillon: 345 10. Mickaël Landreau: 335 |

| In Ligue 1 1. Henri Michel: 533 2. Jean-Paul Bertrand-Demanes: 531 3. Loïc Amisse: 503 4. Patrice Rio: 436 5. Maxime Bossis: 411 6. Gabriel De Michèle: 386 7. Frédéric Da Rocha: 383 8. Bernard Blanchet: 357 9. Gilles Rampillon: 345 10. Mickaël Landreau: 335 | In Ligue 2 1. Filip Đorđević: 135 2. Papy Djilobodji: 112 3. Adrien Trebel: 81 4. Jean-Jacques Pierre: 75 5. Vincent Bessat: 70 6. Olivier Veigneau: 68 7. Jordan Veretout: 67 8. Issa Cissokho: 66 William Vainqueur: 66 9. Rémi Maréval: 65 |

| In Coppa di Francia 1. Jean-Paul Bertrand-Demanes: 79 2. Patrice Rio: 70 3. Henri Michel: 68 Loïc Amisse: 68 4. Maxime Bossis: 61 5. Gabriel De Michèle: 58 6. Bernard Blanchet: 57 7. Bruno Baronchelli: 48 8. Gilles Rampillon: 43 9. Thierry Tusseau: 42 | In Coupe de la Ligue 1. Frédéric Da Rocha: 23 2. Mickaël Landreau: 18 3. Nicolas Savinaud: 16 4. Loïc Guillon: 11 Nicolas Gillet: 11 5. Mario Yepes: 9 Sylvain Armand: 9 Rémy Riou: 9 Lucas Deaux: 9 Issa Cissokho: 9 Olivier Quint: 9 Vincent Bessat: 9 |

| In Supercoppa francese 1. Philippe Gondet: 3 | Nelle comp. UEFA per club 1. Jean-Paul Bertrand-Demanes: 39 2. Henri Michel: 37 3. Frédéric Da Rocha: 33 4. Mickaël Landreau: 32 5. Loïc Amisse: 31 6. Patrice Rio: 22 Jean-Michel Ferri: 23 7. Nicolas Gillet: 22 8. Claude Makélélé: 19 Nicolas Ouédec: 19 |

### Marcature in partite ufficiali
Dati aggiornati al 18 gennaio 2024.
| In assoluto 1. Philippe Gondet: 127 2. Bernard Blanchet: 122 3. Vahid Halilhodžić: 112 Loïc Amisse: 112 4. Gilles Rampillon: 111 5. Éric Pécout: 100 6. Jacques Simon: 96 7. Henri Michel: 95 8. Japhet N'Doram: 87 9. Nicolas Ouédec: 83 | Nei campionati francesi 1. Philippe Gondet: 127 2. Bernard Blanchet: 122 3. Vahid Halilhodžić: 112 Loïc Amisse: 112 4. Gilles Rampillon: 111 5. Éric Pécout: 100 6. Jacques Simon: 96 7. Henri Michel: 95 8. Japhet N'Doram: 87 9. Nicolas Ouédec: 83 |

| In Ligue 1 1. Bernard Blanchet: 108 2. Philippe Gondet: 98 3. Vahid Halilhodžić: 93 Gilles Rampillon: 93 4. Loïc Amisse: 86 5. Henri Michel: 81 6. Jacques Simon: 73 Éric Pécout: 73 7. Japhet N'Doram: 72 8. Bruno Baronchelli: 67 | In Ligue 2 1. Filip Đorđević: 47 2. Serge Gakpé: 11 3. Mamadou Bagayoko: 10 Nicolas Goussé: 10 Fabrice Pancrate: 10 4. Thomas Dossevi: 9 5. Fernando Aristeguieta: 8 Sylvain Wiltord: 8 6. Florian Raspentino: 7 Harlington Shereni:7 Stéphane Darbion: 7 |

| In Coppa di Francia 1. Jacques Simon: 21 2. Philippe Gondet: 20 3. Loïc Amisse: 18 4. Vahid Halilhodžić: 16 Éric Pécout: 16 5. Gilles Rampillon: 13 6. José Touré: 12 7. Bernard Blanchet: 11 8. Oscar Muller: 10 Bruno Baronchelli: 10 Henri Michel: 10 | In Coupe de la Ligue 1. Emiliano Sala: 4 Viorel Moldovan: 4 2. Moses Simon: 3 Grégory Pujol: 3 Nicolas Savinaud: 3 |

| In Supercoppa francese 1. Frédéric Da Rocha: 3 Néstor Fabbri: 3 Mickaël Landreau: 3 Nicolas Savinaud: 3 | Nelle comp. UEFA per club 1. Nicolas Ouédec: 14 2. Japhet N'Doram: 12 3. Éric Pécout: 11 4. Loïc Amisse: 8 5. Viorel Moldovan: 7 6. Frédéric Da Rocha: 6 7. Gilles Rampillon: 5 Olivier Monterrubio: 5 José Touré: 5 |

## Calciatori premiati

### A livello nazionale
| Giocatore del mese UNFP 1. Viorel Moldovan: marzo 2004 2. Guillaume Gillet: febbraio 2016 3. Emiliano Sala: ottobre 2018 | Trophées UNFP du football Giocatore dell'anno - Ligue 1 1. Éric Carrière: 2001 Giovane dell'anno - Ligue 1 1. Olivier Monterrubio: 1999 2. Jérémy Toulalan: 2005 |